# Bustese
Il Bustese (Büstees in dialetto bustocco) corrisponde alla zona dell'Altomilanese, comprendente Busto Arsizio ed alcuni comuni limitrofi situati lungo la valle del fiume Olona, denominati anche comuni del Medio Olona. Col passare del tempo l'urbanizzazione di quest'area sta aumentando sempre di più ed i vari comuni si stanno saldando tra loro creando un unico agglomerato urbano.
Il termine bustese, tuttavia, è più spesso utilizzato per indicare l'abitante di Busto Garolfo o, talvolta, l'abitante di Busto Arsizio nato fuori città, dal momento che gli abitanti nati a Busto Arsizio si chiamano bustocchi.

## Territorio
Il territorio, conosciuto anche come Busto Valle Olona, ha un'altitudine che varia tra i 194 m s.l.m. (campagna a sud di Borsano) e i 275 m s.l.m. (campagne a nord-ovest di Fagnano Olona).
La superficie del territorio è di quasi 76 km². Attualmente la popolazione residente in quest'area è di circa 147 500 unità. La densità è quindi molto alta e supera i 1 940 abitanti per chilometro quadrato.

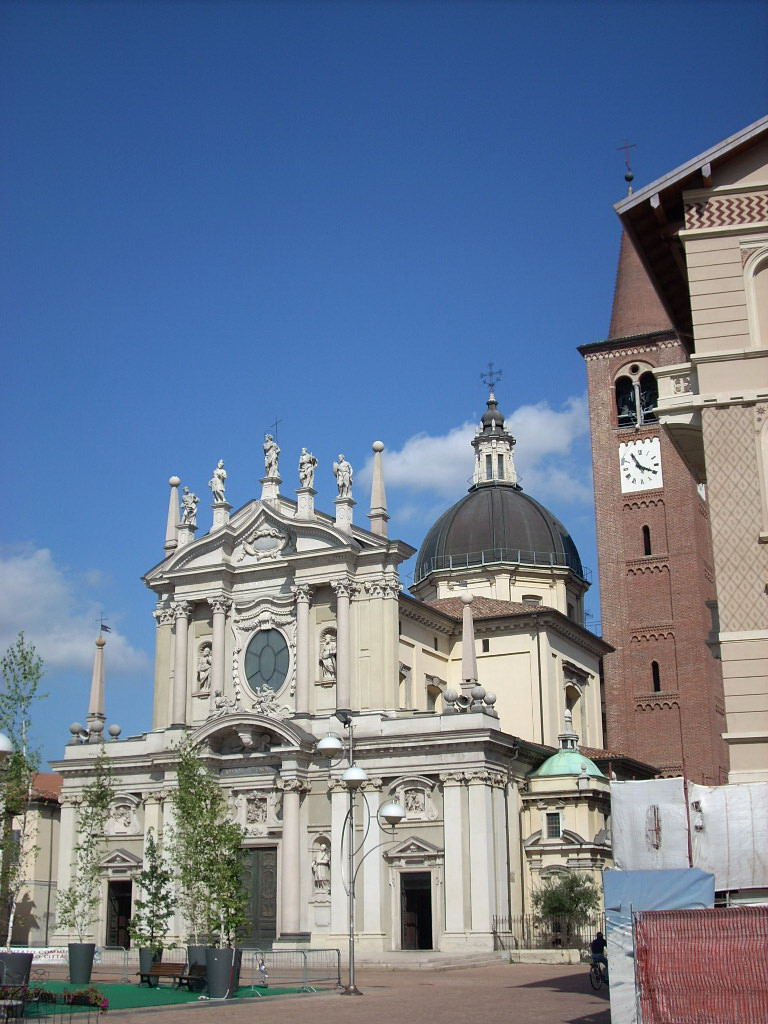
La Basilica di San Giovanni Battista a Busto Arsizio.

Per i comuni limitrofi Busto Arsizio rappresenta un punto di riferimento, in quanto ospita tutte le strutture pubbliche di cui non dispongono i comuni della Valle Olona. Infatti a Busto Arsizio si trovano un ospedale, un tribunale, le carceri, due stazioni ferroviarie, uno svincolo dell'Autostrada dei Laghi e tre svincoli della superstrada Malpensa 2000 (Strada statale 336 dell'Aeroporto della Malpensa). Per quanto riguarda gli altri comuni, solo Castellanza può vantare qualche struttura pubblica, quali una stazione ferroviaria ed uno svincolo dell'Autostrada dei Laghi.
Anche Busto Arsizio, però, ha sempre necessitato di uno stretto legame con i comuni della Valle Olona, infatti senza la forza motrice di un corso d'acqua Busto non sarebbe mai potuto diventare uno dei maggiori centri dell'industria tessile in Italia. Busto Arsizio è sempre stato privo di corsi d'acqua, fatta eccezione per il modesto Rile-Tenore, piccolo torrente che, per gran parte dell'anno, disperde le acque nelle brughiere poste all'estremità settentrionale della città. Fu così che tutti i maggiori industriali di Busto Arsizio aprirono degli stabilimenti in Valle Olona, sfruttando la forza motrice dell'Olona che, già da secoli, muoveva le pale dei mulini idraulici.

## Comuni del Bustese
| Stemma | Comune         |
| ------ | -------------- |
|        | Busto Arsizio  |
|        | Castellanza    |
|        | Olgiate Olona  |
|        | Fagnano Olona  |
|        | Gorla Minore   |
|        | Marnate        |
|        | Gorla Maggiore |
|        | Solbiate Olona |

## Geografia

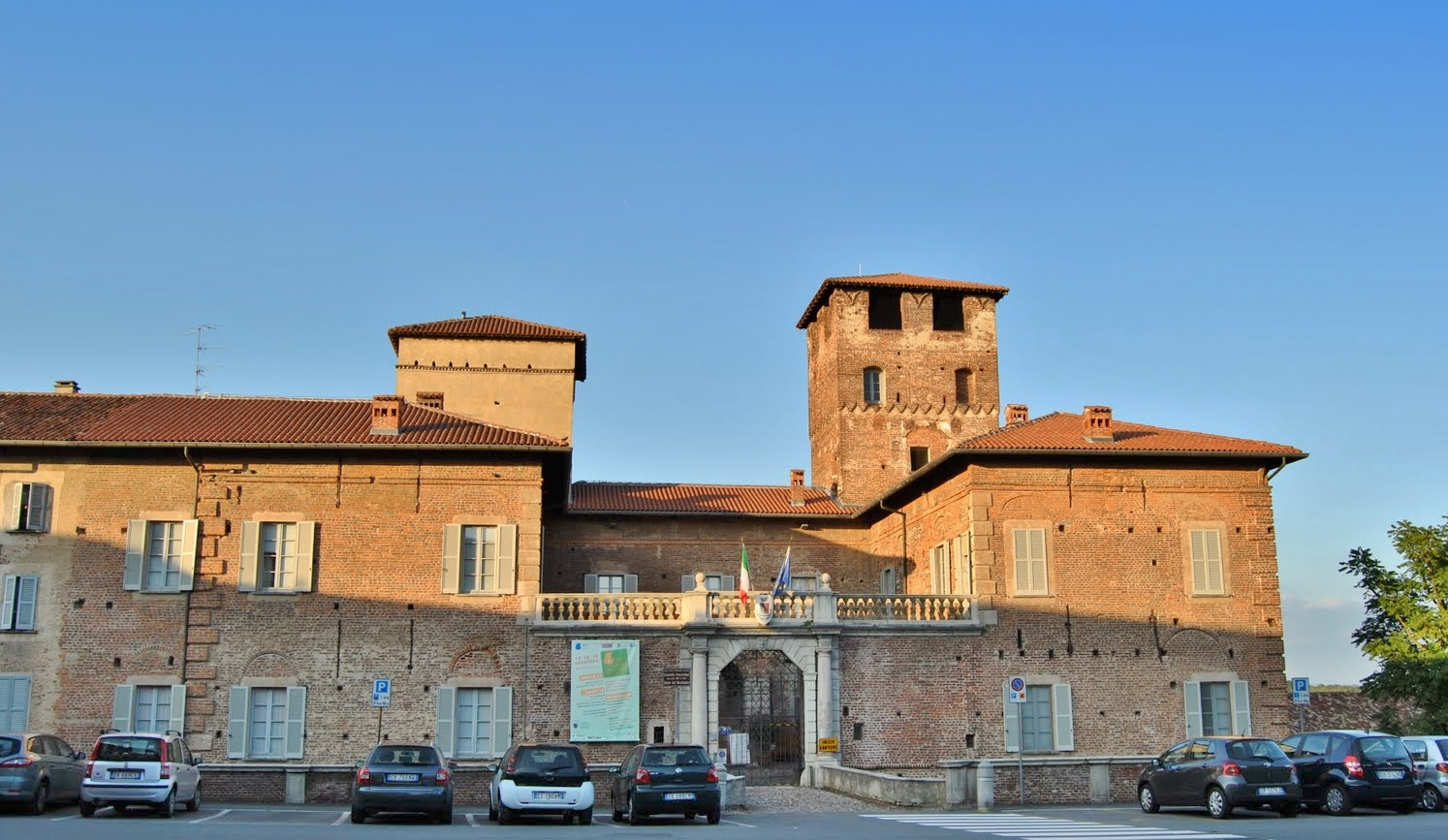
Il Castello Visconteo a Fagnano Olona

Come già detto, il territorio ha un'altitudine che varia tra i 194 m s.l.m. e i 275 m s.l.m. Si può quindi capire che il territorio si trova in gran parte a modeste quote collinari ed è piuttosto pianneggiante, fatta eccezione per il solco vallivo del fiume Olona, che scorre incassato tra i 10 e i 50 metri, rispetto ai territori circostanti.
Quasi tutto il Bustese si estende sopra i 200 m s.l.m., fatta eccezione per le estremità meridionali dei comuni di Busto Arsizio (quartiere di Borsano) e Castellanza.
Il suolo è divisibile in tre parti: a sud l'alta pianura, con un suolo prevalentemente arido e di difficile coltivazione, dove nelle zone non urbanizzate domina la brughiera; la Valle Olona, con un fondo alluvionale piuttosto fertile; ed infine i panalti, ricoperti in parte da boschi di latifoglie.
Tutti i comuni hanno la medesima Classificazione sismica: zona 4 (sismicità molto bassa), Ordinanza PCM n. 3274 del 20/03/2003.

### Idrografia
Nel territorio si trova un solo corso d'acqua di rilievo: il fiume Olona. Questo corso d'acqua è l'unico perenne del Bustese ed è stato fondamentale nello sviluppo industriale di questo territorio. Lungo 131 km, nasce dalle Prealpi Varesine, bagna Milano ed infine confluisce nel Po nel Pavese.
Gli altri corsi d'acqua del Bustese sono tutti torrenti periodici, che solitamente hanno una portata propria solo in tempo di pioggia. Il maggiore è il Rile-Tenore, che si forma nell'estremità settentrionale di Busto Arsizio dall'unione del torrente Rile e del Tenore. Il primo interessa solo in piccola parte il Bustese, scorrendo principalmente nel Gallaratese. Il Rile lambisce infatti solo Busto Arsizio dove, al confine con Gallarate e Cassano Magnago, si immette nelle vasche di laminazione e spagliamento controllato costruite negli anni ottanta per ovviare ai frequenti allagamenti che in tempo di pioggia colpivano i quartieri settentrionali di Busto e la zona meridionale di Cassano. In queste vasche confluisce anche il Tenore. Esso nasce a Morazzone, a sud di Varese, ed entra nel Bustese a Fagnano Olona, dove lambisce la frazione Fornaci. Attraversa poi la zona a sud di Cassano Magnago, ed infine raggiunge Busto Arsizio, dove confluisce nelle vasche, unendosi al Rile. In tempo di portate elevate, i due corsi d'acqua uniti proseguono il loro viaggio col nome di Rile-Tenore, in una condotta artificiale, realizzata per svuotare le vasche in caso di necessità.

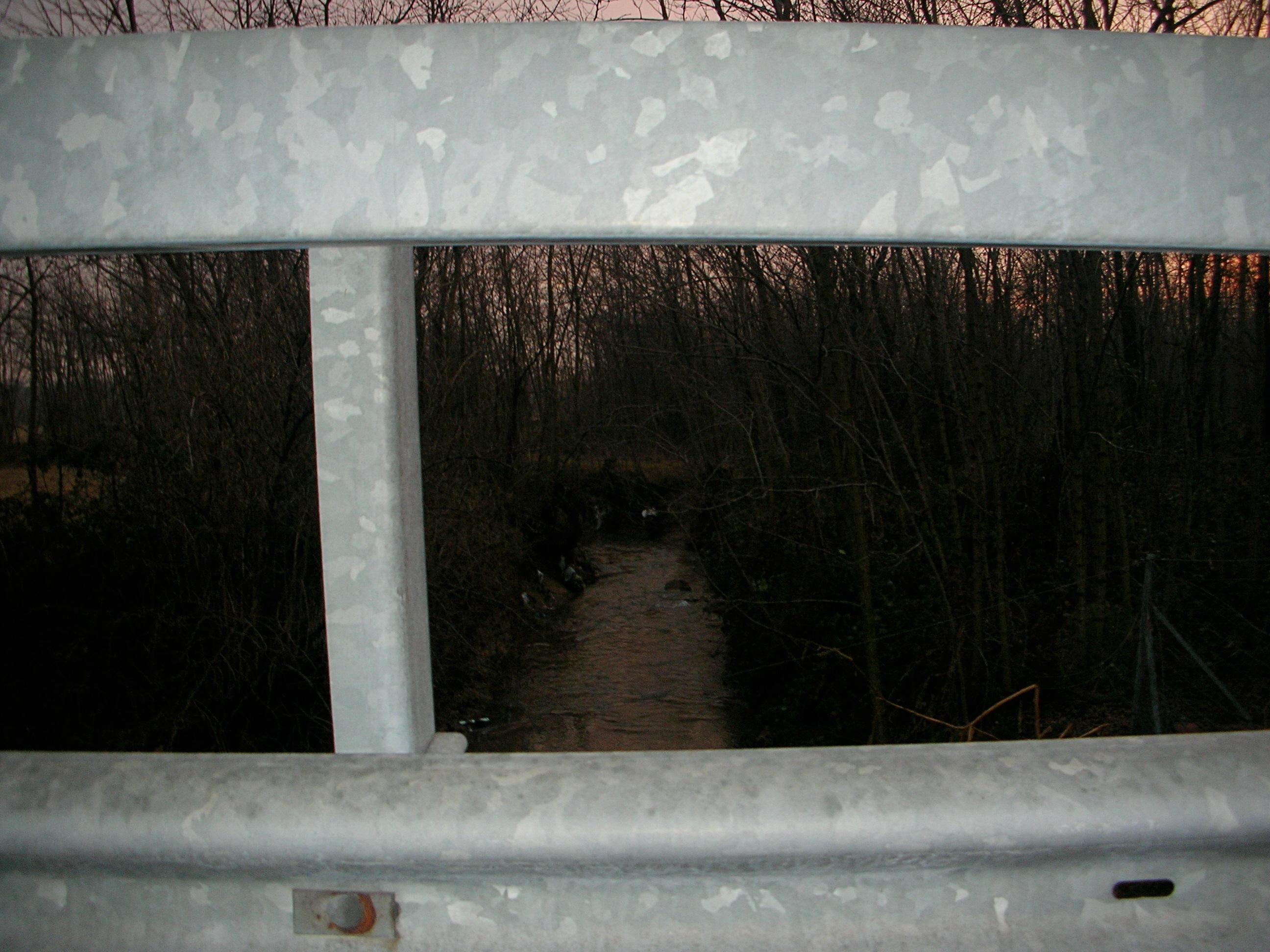
Il Tenore visto dall'Autostrada dei Laghi, presso Busto Arsizio

Il Rile-Tenore bagna Busto Arsizio (quartiere di Sant'Anna) ed Olgiate Olona, dove sfocia nell'Olona.
Prima della costruzione delle vasche, solitamente i due torrenti spagliavano le loro acque nelle brughiere a nord di Busto, a causa della permeabilità del terreno circostante, e solo in tempo di pioggia proseguivano verso Busto. Anticamente, fino al XVII secolo, il Tenore attraversava il centro storico di Busto Arsizio.
Altro corso d'acqua che interessa in piccola parte il Bustese è il Fontanile di Tradate, che lambisce i boschi ad est di Gorla Maggiore e Gorla Minore. Come il Rile ed il Tenore, anche questo torrente, di portata ancor più periodica e modesta, spaglia le sue acque nelle brughiere presso Gorla Minore, dove sono è stata recentemente costruita una vasca di laminazione e spagliamento controllato delle acque. In precedenza, in periodi di piena, il Fontanile si univa al Gradeluso, e fluendo nel Bozzente, diveniva tributario dell'Olona.

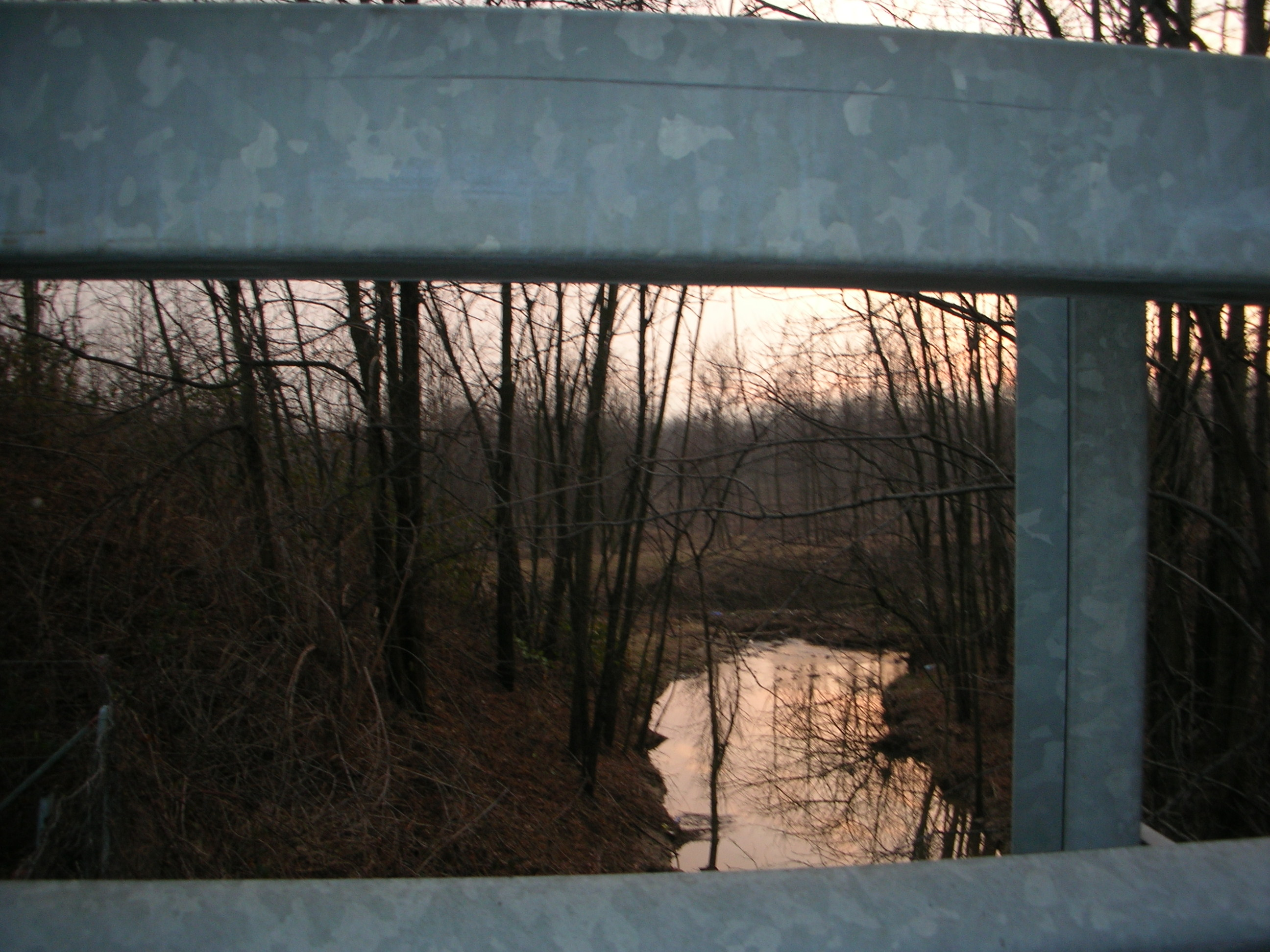
Il Rile visto dall'Autostrada dei Laghi, tra Cassano Magnago e Busto Arsizio

Un discorso a parte meritano le risorgive presenti in Valle Olona. Una zona umida di discrete dimensioni è presente nel fondovalle di Fagnano Olona, alimentata dalle Fontane Paschelli. Ma la risorgiva più nota è sicuramente la Fonte di Manigunda, situata sulla strada che sale a Bergoro, alla quale erano attribuite leggendarie proprietà curative.

### Aree protette
Nonostante il territorio sia caratterizzato da un'altissima densità di popolazione, presenta ancora delle aree naturali che presentano boschi di latifoglie, brughiera e terreni coltivati.

Tra gli altri parchi, oltre ai parchi pubblici comunali, vi sono alcuni parchi locali di interesse sovraccomunale (PLIS). Tra questi, quello di più vecchia istituzione è il Parco Alto Milanese (PAM), istituito nel 1987, con sede a Busto, su un territorio agricolo tra Busto Arsizio, Castellanza e Legnano. Unico parco locale interamente compreso nel Bustese è il Parco del medio Olona, istituito nel 2006, con sede a Fagnano, esso interessa anche i comuni di Solbiate Olona, Gorla Maggiore, Gorla Minore, Olgiate Olona e Marnate. Questo parco protegge il fondovalle solcato dall'Olona, ed alcuni boschi posti ai lati della Valle Olona, dove scorrono il Tenore e il Fontanile di Tradate. Altro parco locale del Bustese è quello del Bosco del Rugareto, con sede a Cislago, e che interessa anche Marnate e Gorla Minore (oltre a Rescaldina).

### Clima
Il clima del Bustese, come del resto, quello delle zone circostanti è di tipo continentale con inverni freddi con molte giornate di gelo. La nebbia è principalmente diffusa nelle campagne e lungo l'Olona. Le estati sono calde, umide e moderatamente piovose. Le temperature, in questo periodo, possono superare i 30 °C e l'umidità superare il 90%, causando quel fenomeno di caldo umido comunemente chiamato afa. Le precipitazioni in questa stagione, avvengono per lo più sotto forma di temporale o acquazzone. La ventilazione del territorio è piuttosto scarsa, ma superiore a quella dei territori circostanti. La temperatura media minima del mese più freddo, gennaio, è attorno ai -4 °C; quella massima del mese più caldo, luglio, è di circa +29 °C. La temperatura media annua è di circa 11 °C. La temperatura più elevata è stata registrata nel luglio 1983 ed è stata pari a +37 °C, mentre la più bassa è stata registrata nel gennaio 1985 ed è stata pari a -18 °C. Le precipitazioni medie annue sono superiori ai 1200 mm e presentano un picco primaverile ed autunnale, con un minimo relativo invernale. La media niveometrica del territorio si aggira intorno ai 35 cm annui.
| MILANO MALPENSA (1971-2000)     | Mesi         | Mesi         | Mesi         | Mesi        | Mesi        | Mesi        | Mesi        | Mesi        | Mesi        | Mesi        | Mesi         | Mesi         | Stagioni | Stagioni | Stagioni | Stagioni | Anno    |
| MILANO MALPENSA (1971-2000)     | Gen          | Feb          | Mar          | Apr         | Mag         | Giu         | Lug         | Ago         | Set         | Ott         | Nov          | Dic          | Inv      | Pri      | Est      | Aut      | Anno    |
| ------------------------------- | ------------ | ------------ | ------------ | ----------- | ----------- | ----------- | ----------- | ----------- | ----------- | ----------- | ------------ | ------------ | -------- | -------- | -------- | -------- | ------- |
| T. max. media (°C)              | 7,0          | 9,2          | 13,8         | 17,1        | 21,5        | 25,5        | 29,0        | 28,3        | 24,0        | 18,0        | 11,5         | 7,4          | 7,9      | 17,5     | 27,6     | 17,8     | 17,7    |
| T. min. media (°C)              | −3,7         | −2,7         | 0,3          | 3,9         | 9,0         | 12,4        | 15,4        | 15,2        | 11,3        | 6,3         | 0,5          | −3,1         | −3,2     | 4,4      | 14,3     | 6,0      | 5,4     |
| T. max. assoluta (°C)           | 21,0 (1982)  | 24,4 (1990)  | 26,2 (1997)  | 28,0 (1975) | 30,7 (1998) | 34,8 (1996) | 37,0 (1983) | 35,8 (1974) | 33,9 (1988) | 30,5 (1997) | 21,9 (1979)  | 19,8 (1991)  | 24,4     | 30,7     | 37,0     | 33,9     | 37,0    |
| T. min. assoluta (°C)           | −18,0 (1985) | −16,2 (1991) | −12,2 (1971) | −5,7 (1987) | −5,2 (1979) | 0,6 (1974)  | 4,7 (1974)  | 4,3 (1995)  | 0,5 (1976)  | −7,2 (1997) | −13,6 (1988) | −15,2 (1973) | −18,0    | −12,2    | 0,6      | −13,6    | −18,0   |
| Giorni di calura (Tmax ≥ 30 °C) | 0            | 0            | 0            | 0           | 0           | 3           | 13          | 11          | 0           | 0           | 0            | 0            | 0        | 0        | 27       | 0        | 27      |
| Giorni di gelo (Tmin ≤ 0 °C)    | 26           | 22           | 15           | 4           | 0           | 0           | 0           | 0           | 0           | 3           | 15           | 23           | 71       | 19       | 0        | 18       | 108     |
| Precipitazioni (mm)             | 67,6         | 74,8         | 100,7        | 110,5       | 155,4       | 99,7        | 69,7        | 104,1       | 98,5        | 164,8       | 106,6        | 59,3         | 201,7    | 366,6    | 273,5    | 369,9    | 1 211,7 |
| Giorni di pioggia               | 7            | 6            | 7            | 9           | 11          | 8           | 5           | 7           | 6           | 9           | 7            | 6            | 19       | 27       | 20       | 22       | 88      |
| Giorni di nebbia                | 19           | 13           | 10           | 4           | 3           | 4           | 3           | 4           | 9           | 16          | 17           | 16           | 48       | 17       | 11       | 42       | 118     |
| Umidità relativa media (%)      | 76           | 72           | 67           | 70          | 72          | 71          | 71          | 71          | 72          | 77          | 78           | 78           | 75,3     | 69,7     | 71       | 75,7     | 72,9    |

### Vegetazione
Nell'area meridionale del Bustese, il territorio di alta pianura, è fortemente urbanizzato, e nelle aree ancora naturali, troviamo la classica brughiera, con la robinia, la quercia, il nocciolo, il castano ed il carpino. Tra gli arbusti, domina su tutti il brugo. Lungo l'Olona troviamo soprattutto pioppi, ontani, robinie e salici. Nell'estremità settentrionale, la vegetazione assume l'aspetto di un bosco prevalentemente di latifoglie, in cui troviamo, oltre alla quercia, al nocciolo e alla robinia, anche il castagno, che in questa zona domina sulle altre essenze arboree. Significativa anche la presenza dell'unica conifera autoctona della zona: il pino silvestre.

## Storia

### Le origini
Le prime frequentazioni umane del medio corso del fiume Olona risalgono all'Età del Rame (2500-2200 a.C.), anche se i primi insediamenti umani stabili risalgono all'Età del Bronzo (XIII-X secolo a.C.), quando si insediarono sul territorio alcune tribù liguri.

### Dai Celti ai Romani
Dagli inizi del IV secolo a.C. i Celti, che già da tempo avevano valicato le Alpi ed erano penetrati in Pianura Padana, avviarono la conquista dell'Italia Settentrionale, ed intorno al 388 a.C., la tribù celtica degli Insubri si insediò tra la Sesia e l'Adda. Gli Insubri si organizzarono in villaggi sparsi, particolarmente numerosi nella fascia pedemontana. È in questo periodo che iniziarono a svilupparsi i primi borghi nel Bustese. Tra questi, quello che assunse maggiore importanzanza fu Castegnate, posto in prossimità di un guado sul fiume Olona.
Tra la fine del III secolo a.C. ed il 194 a.C., il territorio venne conquistato dai Romani. In questo periodo si svilupparono tutti i borghi del Bustese. Il borgo che assunse maggiore importanza fu Olgiate Olona, che in seguito divenne sede della pieve della zona, assumendo anche una notevole importanza dal punto di vista amministrativo.

### I Longobardi e il Contado del Seprio

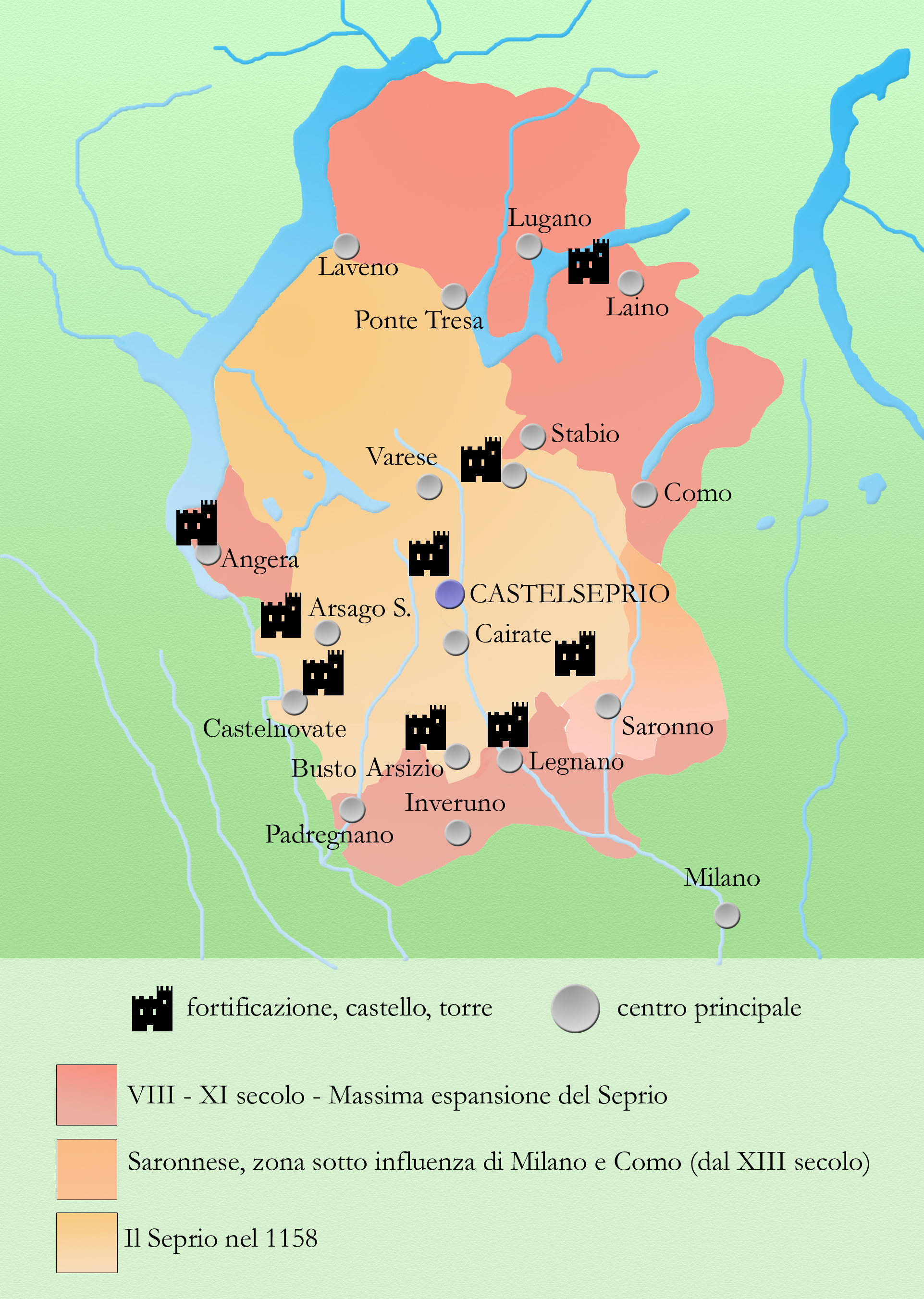
Mappa del Seprio

Dopo la caduta dell'Impero romano d'Occidente, avvenuta nel 476 d.C., nel Bustese ed in tutta la Lombardia, arrivarono i Longobardi, che inclusero il Bustese nel Contado del Seprio, un'isitituzione che aveva come capoluogo Castelseprio, importante centro della media Valle Olona. Ai Longobardi succedettero i Franchi guidati da Carlo Magno, che fondò il Sacro Romano Impero. Nel periodo carolingio il potere del Seprio andò scemando.

### La Battaglia di Legnano
La dominazione dei Franchi, che avevano incluso il Seprio e l'Italia Settentrionale nel Sacro Romano Impero, finì nel 1176, quando i comuni lombardi si allearono fra loro e sconfissero l'imperatore germanico Federico I detto il Barbarossa nella Battaglia di Legnano, questa avvenne probabilmente nei campi presso la Cascina Brughetto, situati tra Busto Arsizio, Borsano e Legnano. I comuni lombardi attaccarono e sconfissero il Barbarossa, che scendeva lungo l'Olona, avendo soggiornato a Cairate.

### La lotta tra Visconti e Torriani

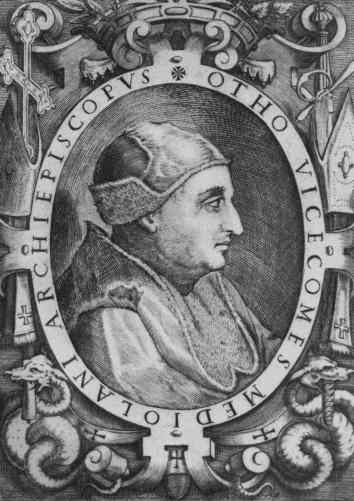
Il vescovo Ottone Visconti

Dopo la Battaglia di Legnano, i comuni del Bustese entrarono a far parte dell'area d'influenza milanese e parteciparono alla lotta per il potere tra i Visconti ed i Torriani. Pare che i maggiori centri, Olgiate, Fagnano e Busto patteggiarono per i Visconti, mentre solo Gorla si schierò con i Torriani. Questo portò inizialmente Busto a subire le rappresaglie dei Torriani che ne distrussero il castello, e successivamente Gorla a subire quelle dei seguaci di Ottone Visconti, in seguito alla vittoria decisiva sui Torriani, ottenuta con la distruzione di Castelseprio, nel 1287.

### Gli Sforza ed il Rinascimento
Ai Visconti succedettero nel 1449 gli Sforza. Durante il dominio sforzesco iniziarono a sorgere numerosi i mulini idraulici sul fiume Olona, che già da tempo rendevano noto l'Altomilanese come il "Granaio di Milano". Sempre in questo periodo il Rinascimento raggiunse anche il Bustese, a testimoniarne l'arrivo è uno dei maggiori edifici religiosi del territorio: il Santuario di Santa Maria di Piazza a Busto Arsizio, la cui costruzione iniziò nel 1517.

### La dominazione spagnola e la peste del 1630

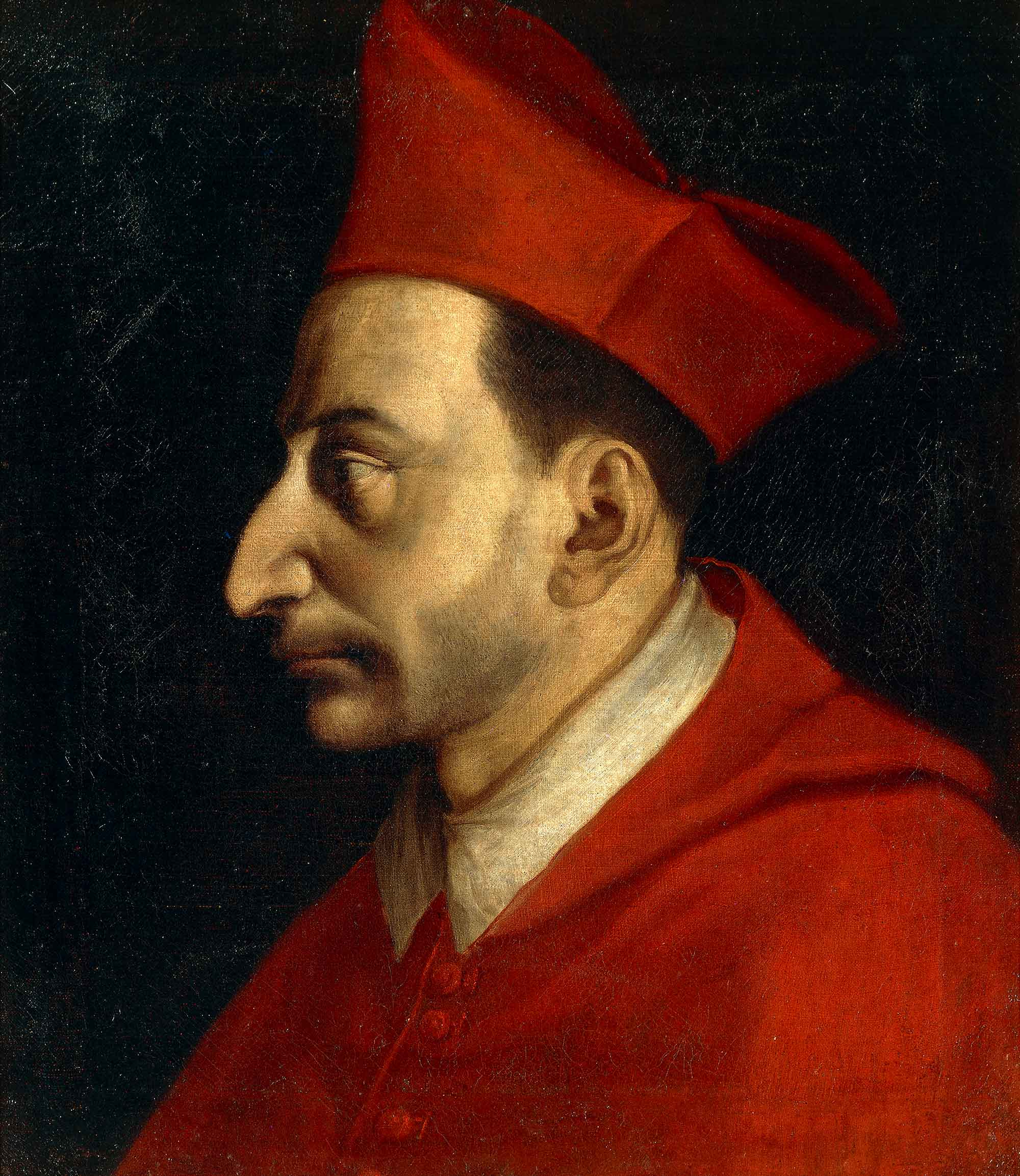
L'arcivescovo Carlo Borromeo che ordinò nel 1583 il trasporto della sede plebana da Olgiate Olona a Busto Arsizio, a seguito della sua visita pastorale.

Nel 1521, iniziò la dominazione spagnola del Ducato di Milano, che avrebbe portato miseria, difficoltà economiche ed epidemie.
Nel 1583, San Carlo Borromeo, decise di trasferire il capo della pieve da Olgiate Olona a Busto Arsizio, divenuto ormai da tempo più popoloso e importante. A quel tempo appartenevano alla Pieve di Busto gli allora comuni di Olgiate, Prospiano, Gorla Minore, Gorla Maggiore, Rescalda, Cairate, Cislago, Fagnano con Solbiello, Bergoro, Cascina Selva Longa (in seguito Cascina del Buon Gesù), Cascina Brughetto, Cascina dei Poveri, Castellanza, Castegnate, Marnate, Nizzolina, Solbiate Olona, Villa Cortese e Sacconago. L'attuale quartiere bustocco di Borsano apparteneva invece alla Pieve di Dairago.
Durante la dominazione spagnola, lo sviluppo economico fu molto difficile ed anche la popolazione fu decimata a causa della terribile epidemia di peste del 1630.
Poco prima dell'epidemia di peste, nel 1609, partirono i lavori per la costruzione della Basilica di San Giovanni Battista a Busto, che sarebbe diventato il nuovo cuore religioso della pieve. A causa della peste i lavori durarono molto e la chiesa fu consacrata solo nel 1646. Nonostante la difficile situazione economico-sociale, proseguì a pieno ritmo il lavoro dei mulini ad acqua. Nel Seicento, sul territorio, ne erano presenti circa una trentina, tutti lungo l'Olona.

### La dominazione austriaca
La lunga e difficile dominazione spagnola si concluse solo nel 1713, quando con il Trattato di Utrecht, il Ducato di Milano passò sotto il dominio dell'Impero Austro Ungarico.

In questo periodo l'economia migliora, e nel XIX secolo, iniziò in tutto il Bustese, quello sviluppo industriale che tra la fine dell'Ottocento e la prima metà del Novecento, avrebbe raggiunto livelli altissimi. I mulini idraulici, iniziarono così lentamente ad essere soppiantati da stabilimenti industriali, specie cotonifici, tessiture e cartiere.

### La Repubblica Cisalpina
La dominazione austriaca si interruppe bruscamente nel 1796, quando le truppe francesi di Napoleone Bonaparte, conquistarono il Ducato di Milano, inserendolo nella Repubblica Cisalpina. Il periodo francese si concluse nel 1814, e con la Restaurazione, il Bustese, assieme a tutto il Ducato di Milano venne riassegnato all'Austria-Ungheria.

### Il Risorgimento
Nel XIX secolo col ritorno degli austriaci in Lombardia, si diffusero gli ideali risorgimentali, che volevano liberarsi dall'invasore austriaco, per unirsi al Regno di Sardegna, cercando così di costituire l'unione della penisola italiana.

La prima vera ondata risorgimentale ci fu nel 1848, quando il Piemonte (Regno di Sardegna), cercò di conquistare la Lombardia, approfittando del malcontento popolare, che si era espresso nell'insurrezione delle Cinque giornate di Milano. Questo tentativo sfociò nella I guerra d'indipendenza, si concluse però con un nulla di fatto. Il Bustese e la Lombardia, restavano ancora in mano austriaca.
Un nuovo tentativo di conquista piemontese della Lombardia ci fu nel 1859, quando l'esercito del Regno di Sardegna si alleò con quello francese di Napoleone III e poté contare pure sull'appoggio dei Cacciatori delle Alpi, guidati da Giuseppe Garibaldi.
Nel luglio 1859 Napoleone III, firmò l'armistizio con gli austriaci, che pur lasciando insoddisfatti i piemontesi, registrava l'annessione della Lombardia e dell'Italia Centrale al Regno di Sardegna. L'11 luglio 1859, quindi il Bustese passò dall'austriaco Regno Lombardo-Veneto, al Regno di Sardegna, che nel 1861, con l'annessione del Regno delle Due Sicilie, avrebbe assunto la denominazione di Regno d'Italia. L'unificazione dell'Italia si concluse nel 1870 con la conquista di Roma.
Con l'unutà territoriale, l'Italia venne inizialmente divisa in province, circondari, mandamenti e comuni. I comuni del Bustese erano compresi in Provincia di Milano e nel Circondario di Gallarate. Busto Arsizio era sede di mandamento. Il Mandamento di Busto comprendeva tutti i comuni del Bustese, con l'aggiunta di Legnano e Cairate.

### Il grande sviluppo industriale

L'Olona a Castellanza in una foto degli inizi del Novecento

Nonostante le difficoltà economiche che trovò inizialmente il nuovo Regno d'Italia, nel Bustese, continuava lo sviluppo industriale. Ai Cantoni, ai Ponti, ai Candiani e ai Turati, che già da tempo avevano avviato degli importanti complessi industriali cotonieri, si aggiunsero nel 1870 i Milani e i Venzaghi.
In questo periodo ci fu da registrare anche l'elevazione di Busto Arsizio a città, avvenuta nel 1864.
All'inizio del Novecento l'industria cotoniera si sviluppò ancor di più ed accanto ai grandi cotonifici sorsero delle medio-piccole imprese tessili.
In questo periodo aumentò anche la popolazione, che a Busto Arsizio, nel 1901, superava già le 20 000 unità.
Mentre continuava lo sviluppo dell'industria cotoniera, tessile e cartiera, ormai dalla metà dell'Ottocento, avevano iniziato un inesorabile declino i mulini ad acqua, il cui numero andava scemando.

### Le guerre mondiali, il fascismo e la Resistenza
Lo sviluppo industriale rallentò nel 1914, allo scoppi della prima guerra mondiale, a cui l'Italia partecipò dal 1915. Alla Grande Guerra parteciparono molti soldati di Busto Valle Olona, e molti furono anche i caduti.
Alla fine della guerra, nel 1918, le industrie ripresero la produzione, ma anche a causa della dittatura fascista, iniziata nel 1922, gli affari non andarono più come agli inizi del secolo. Durante il fascismo, nel 1927, venne istituita la Provincia di Varese, nella quale fu compreso il Bustese. La situazione divenne ancor più difficile con la seconda guerra mondiale, che dal 1940 al 1945, bloccò l'economia mondiale. In seguito alla caduta del Fascismo, avvenuta nel 1943, significativa fu la partecipazione alla Resistenza, contro l'occupazione nazi-fascista, degli abitanti del Bustese. I partigiani di Busto Valle Olona operarono in molte zone d'Italia, specialmente nella vicina Val d'Ossola, dove contribuirono alla nascita della Repubblica dell'Ossola. I partigiani, contribuirono anche alla liberazione del proprio territorio, avvenuta nell'aprile 1945, quando i partigiani della zona si radunarono nei pressi della Chiesa di Sant'Edoardo, a Busto, e da lì partì l'insurrezione che portò alla liberazione del Bustese.

### Il "miracolo economico"

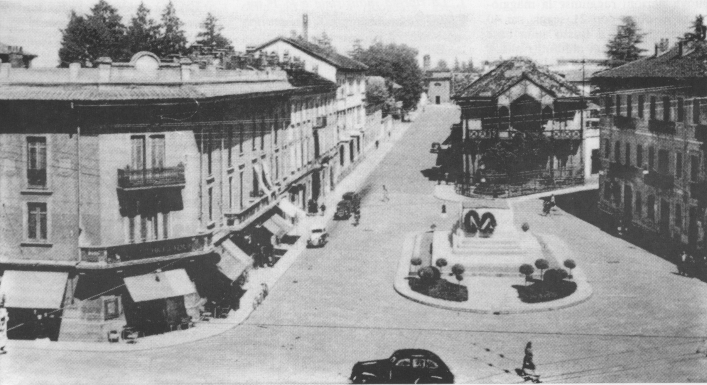
Busto Arsizio, Piazza Garibaldi all'inizio degli anni cinquanta.

Nel secondo dopoguerra, dopo una difficile ripresa ci fu il cosiddetto Miracolo economico, che interessò anche il Bustese. Le industrie ripresero a svilupparsi ed il Bustese divenne ben presto una delle zone più industrializzate d'Italia, consacrando Busto Arsizio, come la "Manchester d'Italia". Nel 1951, venne inaugurata anche la Mostra del Tessile, costruita a Castellanza su territori appartenenti alla città di Busto. Nel 1959 si verificò il terribile Disastro aereo di Olgiate Olona, in cui persero la vita 70 persone.

### La crisi delle industrie
L'attività industriale restò fiorente fino agli anni settanta, quando iniziò una crisi che colpì specialmente i cotonifici. Tra gli anni settanta e novanta, i grandi complessi industriali chiusero progressivamente i battenti. Anche la Mostra del Tessile cessò la sua attività.
Nel 1974 Castellanza venne elevata a città.

### Il XXI secolo
Oggi il Bustese, pur restando un'importante area industriale, non è più strettamente legata all'industria tessile, ma ha scoperto altri importanti settori. A ciò si aggiunge il complesso per le esposizioni di MalpensaFiere, inaugurato nel 2002, che contribuisce a tenere alta l'importanza del territorio.
Degna di nota è anche la riscoperta a fini turistici di aree naturali e monumenti storici, che parevano ormai dimenticati. Il fiume Olona, che a causa dello sviluppo industriale del XX secolo, era divenuto uno dei fiumi più inquinati d'Italia, sta lentamente tornando più pulito, e la gente lo sta incominciando a riscoprire, anche per merito del Parco del medio Olona, istituito nel 2006 e della riqualificazione delle zone che costeggiano il fiume con opere come, per esempio, la pista ciclo-pedonale che segue il percorso dell'Olona da Castellanza fino quasi a Varese.

## Società

### Evoluzione demografica
Abitanti censiti nell'Agglomerato Urbano di Busto Arsizio

### Etnie e minoranze straniere
Gli stranieri residenti nel territorio, secondo le rilevazioni ISTAT del 2010, ammontano a 10 405 unità, pari al 7,1% della popolazione.

### Suddivisione amministrativa
Il territorio è composto da otto comuni, a loro volta suddivisi in quartieri, coincidenti con le parrocchie.
| Quartiere                               | Abitanti | Comune di appartenenza              |
| --------------------------------------- | -------- | ----------------------------------- |
| San Giovanni (Centro)                   | 9.287    | Busto Arsizio                       |
| San Michele                             | 9.907    | Busto Arsizio                       |
| Sant'Edoardo (Strà Brughetu)            | 8.053    | Busto Arsizio                       |
| Villaggio Sant'Anna                     | 3.310    | Busto Arsizio                       |
| Santa Croce (Cascina Brughetto)         | 1.843    | Busto Arsizio                       |
| Sacro Cuore (Frati)                     | 4.757    | Busto Arsizio                       |
| San Giuseppe (Ospedale)                 | 4.854    | Busto Arsizio                       |
| Beata Giuliana (Cascina dei Poveri)     | 7.812    | Busto Arsizio                       |
| Madonna Regina                          | 4.998    | Busto Arsizio                       |
| S.S. Apostoli (Don Paolo)               | 4.750    | Busto Arsizio                       |
| Sacconago (S.S Pietro e Paolo)          | 8.250    | Busto Arsizio                       |
| Borsano (S.S. Pietro e Paolo)           | 6.456    | Busto Arsizio                       |
| Redentore                               | 7.401    | Busto Arsizio                       |
| Totale Busto Arsizio                    | 81.760   |                                     |
| San Giulio (Castellanza Centro)         | 6.474    | Castellanza                         |
| Castegnate (San Bernardo)               | 7.693    | Castellanza                         |
| Totale Castellanza                      | 14.374   |                                     |
| S.S. Stefano e Lorenzo (Olgiate Centro) | 5.958    | Olgiate Olona                       |
| Gerbone (San Giovanni Bosco)            | 3.597    | Olgiate Olona                       |
| Buon Gesù (San Giuseppe)                | 3.465    | Olgiate Olona                       |
| Totale Olgiate Olona                    | 12.266   |                                     |
| San Gaudenzio (Fagnano Centro)          | 6.453    | Fagnano Olona                       |
| Bergoro (San Giovanni Battista)         | 2.634    | Fagnano Olona                       |
| Fornaci (Santa Maria Assunta)           | 3.059    | Fagnano Olona                       |
| Totale Fagnano Olona                    | 12.339   |                                     |
| San Lorenzo (Gorla Minore Centro)       | 6.021    | Gorla Minore                        |
| Prospiano (S.S Nazaro e Celso)          | 2.491    | Gorla Minore                        |
| Totale Gorla Minore                     | 8.512    |                                     |
| Sant'Ilario (Marnate Centro)            | 5.711    | Marnate                             |
| Nizzolina (S.Maria Nascente)            | 1.500    | Marnate                             |
| Totale Marnate                          | 7.211    |                                     |
| Solbiate Olona (S.Antonino)             | 5.627    | (nessuna suddivisione in quartieri) |
| Gorla Maggiore (S.Maria Assunta)        | 5.097    | (nessuna suddivisione in quartieri) |
| Totale Busto Arsizio & Valle Olona      | 147.491  |                                     |

## Monumenti e luoghi d'interesse

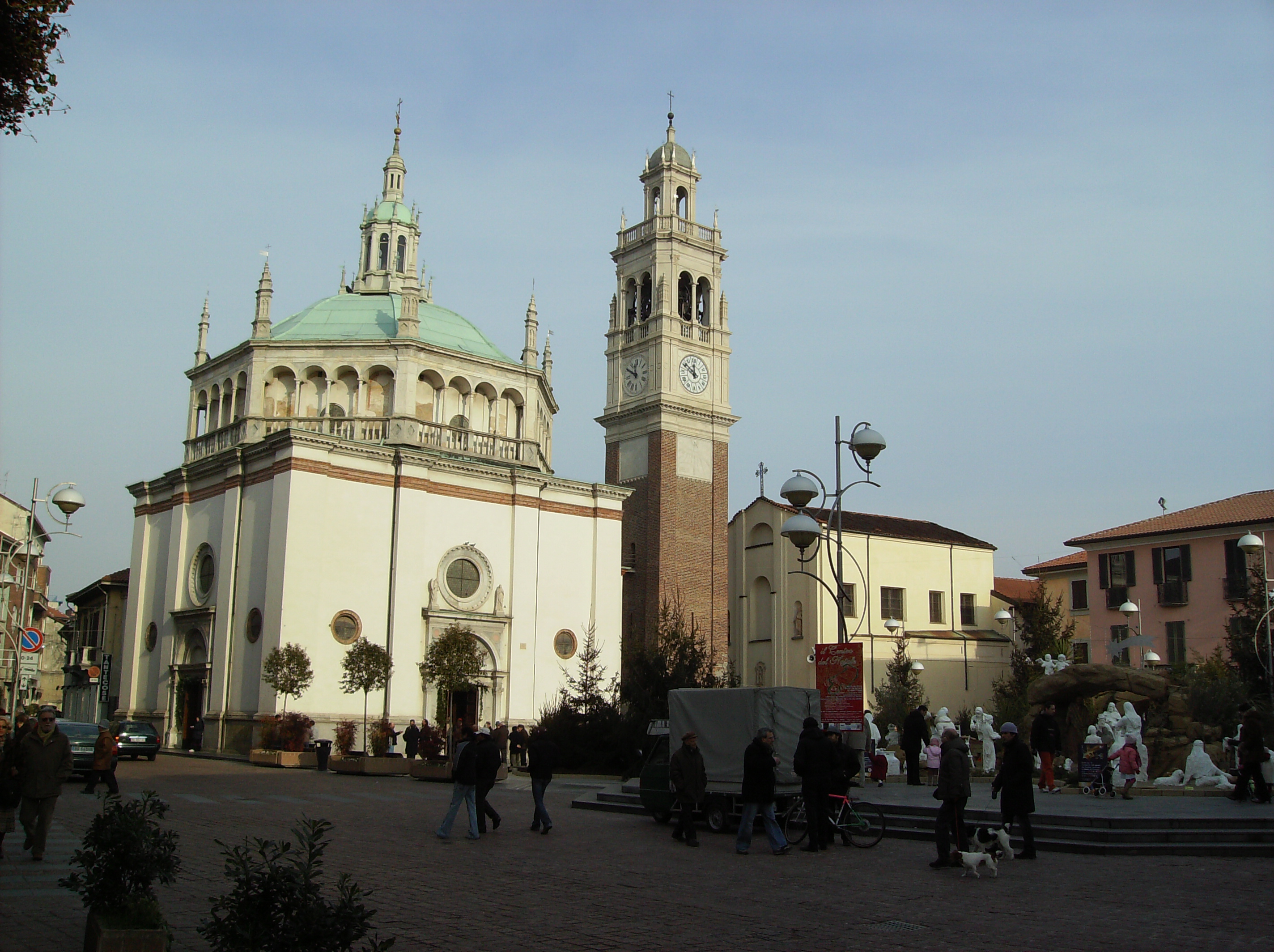
Santuario di Santa Maria di Piazza a Busto Arsizio

Nonostante il Bustese sia da sempre terra di industria e commercio, al suo interno non mancano i luoghi di interesse. Tra i monumenti di Busto Arsizio il rinascimentale Santuario di Santa Maria di Piazza, di scuola bramantesca, la barocca Basilica di San Giovanni Battista e la seicentesca Prepositurale di San Michele Arcangelo.
Inoltre il centro della città presenta numerosi edifici in stile liberty, il Palazzo Marliani-Cicogna ed il Museo del Tessile e della Tradizione Industriale di Busto Arsizio. Alcune tra le ville più importanti della città sono Villa Ottolini-Tosi, Villa Ottolini-Tovaglieri, Villa Nicora-Colombo, Villa Leone, Villino Dircea Gambini, Villa Ferrario e Casa Colombo.
Anche negli altri comuni vi sono dei monumenti degni di nota, quali il Castello Visconteo ed il Santuario della Madonna della Selva a Fagnano, il monastero di Santa Maria Assunta a Cairate, il Museo Enzo Pagani a Castellanza e la Torre Colombera a Gorla Maggiore. Non manca poi l'archeologia industriale, con vecchi stabilimenti industriali e mulini idraulici ancora ben conservati a Busto ed in Valle Olona.

## Economia

### Agricoltura
Essendo il territorio di Busto e Valle Olona caratterizzato da una densità demografica molto elevata, gli spazi destinati all'agricoltura e all'allevamento sono ridotti ed il settore primario occupa uno spazio decisamente marginale tra le attività economiche del territorio.
Nonostante ciò nel Bustese sono presenti comunque alcune aziende agricole, attive prevalentemente nell'allevamento di bovini, suini e pollame. Praticata da diverse aziende è, pure, l'apicoltura. I pochi terreni agricoli sono prevalentemente coltivati a foraggio, granoturco, frumento, orzo, segale, avena.
Fino agli albori del XX secolo l'agricoltura rivestiva un ruolo di notevole importanza per il territorio. Le coltivazioni erano più estese e i capi di bestiame più numerosi. Fiorente era la coltura della vite, da cui si otteneva un buon vino rosso, praticata in particolare nelle campagne di Busto Arsizio. L'arrivo dall'America della peronospora, alla fine dell'Ottocento, devastò i vigneti determinandone una rapida e quasi completa scomparsa.
Altra importante attività era la bachicoltura, ossia l'allevamento del baco da seta. Dopo aver avuto notelvole valore per un lungo periodo la produzione iniziò a declinare nel primo dopoguerra, fin a scomparire completamente nel secondo dopoguerra, per via della produzione di fibre sintetiche e del cambiamento dell'organizzazione agricola, oltre che per via del sempre maggior sviluppo delle industrie che attraevano un sempre maggior numero di occupati a discapito del settore primario.
Fin dagli albori del Novecento, aveva una discreta importanza anche la pesca nel fiume Olona. Nei pressi delle rive del fiume erano realizzati con sassi dei vivai in cui avveniva l'allevamento dei pesci, i quali una volta raggiunte le dimensioni desiderate venivano estratti. Il Consorzio del fiume Olona, responsabile della giurisdizione e del controllo delle acque, rilasciava numerose licenze di pesca, segno che l'attività aveva decisamente rilievo. L'attività restò fiorente sino alla prima metà dell'Ottocento, per poi iniziare un rapido declino che la portò alla totale scomparsa intorno agli anni venti del Novecento. Causa di questa scomparsa fu il sempre maggior inquinamento delle acque del fiume Olona, dovuto al costante aumento degli scarichi civili e soprattutto industriali.
Il territorio di Busto e Valle Olona è inserito dall'ISTAT nella regione agraria n°6 - Pianura Varesina, della Provincia di Varese.

### Industria
Dopo aver avuto un rapido e notevole sviluppo a partire dalla fine del XIX secolo, il settore industriale è andato incontro, a partire dagli anni settanta ad un progressivo ridimensionamento, con la chiusura di diverse importanti realtà industriali. Con la chiusura di molti dei maggiori stabilimenti, in particolare dei grandi cotonifici e di altre aziende tessili, il territorio ha mantenuto la presenza di un importante tessuto di piccole e medie imprese, operanti prevalentemente su ambiti competitivi ristretti e focalizzati, in cui riveste molta importanza la qualità dei prodotti offerti. La grande recessione ha fatto, come ovunque, sentire il suo peso, anche se il territorio di Busto Arsizio e Valle Olona mantiene una delle più elevate densità di imprese per km² d'Italia.
Il tessile è stato per lungo tempo il settore trainante dell'industria bustese, la quale anche a causa della crisi che ha investito questo settore, si è diversificata, vedendo, nel corso degli anni un progressivo e considerevole sviluppo di altri settori industriali, su tutti l'industria metalmeccanica, l'industria chimica e l'edilizia.
Per quanto riguarda l'industria metalmeccanica sono presenti varie imprese specializzate nella realizzazione di macchine utensili, macchine tessili e costruzioni meccaniche.
Nell'industtria chimica notevole è il peso delle imprese che si occupano della produzione e della lavorazione di materie plastiche, ma sono presenti anche saponifici, industrie cartarie, grafiche e di lavorazione della carta.
Riguardo all'edilizia vi è la presenza di alcune aziende che si occupano della realizzazione di manufatti in cement
Da segnalare anche una discreta presenza di industrie siderurgiche e metallurgiche.
Di minor rilievo ma comunque presente è l'industria alimentare, presente con imprese di lavorazioni ittiche, salumifici e imprese di lavorazione di lattiero-casearia.
Il tessile, pur avendo perso la sua centralità nel settore industriale, vanta ancora una notevole importanza ed un rilevante numero di imprese attive in svariati campi, quelli dell'abbigliamento (calzifici, confezioni, maglifici), del cotoniero (filatori, ma soprattutto tessitori), delle fibre tessili artificiali e quello relativo a tintorie, stamperie e finissaggi tessili.
La maggior parte delle imprese industriali della zona sono associate all'Un.I.Va. (Unione Industriali della Provincia di Varese), che proprio a Busto Arsizio ha una delle sue sedi principali.

### Servizi
Il settore terziario ha avuto negli ultimi decenni un grande sviluppo, ed in termini occupazionali ha raggiunto i livelli del settore secondario, tradizionalmente settore chiave dell'economia bustese.

## Archeologia Industriale

### Stabilimenti industriali storici
L'area del Bustese è caratterizzata dalla presenza di un numero significativo di grandi complessi industriali, la maggior parte dei quali hanno chiuso i battenti nell'ultimo trentennio. Nei centri abitati questi complessi stanno venendo progressivamente abbattuti per lasciare il posto a nuove aree residenziali. Nelle zone disabitate, come il fondo della valle del fiume Olona, si sono però ben conservati.
Sul fondovalle cairatese spicca il grande complesso abbandonato della Cartiera Vita Mayer. Lo stabilimento, aperto alla fine dell'Ottocento, divenne uno dei più grandi in Italia. Negli anni settanta si trovò, però, in gravi difficoltà economiche, che vennero aggravate dai danni provocati dalle frequenti esondazioni dell'Olona. Dal 1976 la grande cartiera si trova così in stato di abbandono, con la vegetazione che la sta lentamente ricoprendo.
In territorio di Fagnano Olona sono due le testimonianze significative. Il Candeggio Pigni, posto nel fondovalle sottostante la località Balzarine, è in disuso dal 1975. Si tratta, però, di uno dei più antichi stabilimenti della zona, in quanto risale alla fine del Settecento. Poco più a sud si trova il Cotonificio Enrico Candiani, costruito nel 1895 ed ampliato nel 1902 e negli anni trenta. L'opificio è composto da una fabbrica orizzontale costituita da diversi capannoni a un piano e rivestita di laterizio a vista.
Sul fondovalle di Solbiate Olona si trova, invece, il Cotonificio Ponti, abbandonato ormai da tempo. L'opificio fu inaugurato nel 1822, e alla fine del secolo subì una radicale trasformazione, assumendo l'aspetto attuale.
Tra Olgiate Olona e Gorla Minore, si trova invece il Cotonificio Val d'Olona Ogna-Candiani, nato nel 1882, dalla trasformazione in stabilimento dell'antico Mulino Garottola. Oggi è in parte utilizzato da un'industria chimica.
A Castellanza si trova, invece il Cotonificio Cantoni, realizzando alla fine dell'Ottocento, dopo la chiusura è stato ristrutturato ed è oggi sede dell'importante Libero Istituto Universitario Carlo Cattaneo (LIUC).
Busto Arsizio, un tempo una delle città più industrializzate d'Italia, ha ormai visto scomparire molti dei grandi complessi industriali locali, abbattuti per realizzare nuove aree industriali. Tuttavia vi sono ancora degli opifici superstiti, come ad esempio il Cotonificio Bustese, costruzione ottocentesca, porogettata dall'architetto Camillo Crespi Balbi. Dopo la chiusura, avvenuta nel 1978, la struttura è stata acquistata dal comune di Busto Arsizio, che, dopo averlo ristrutturato, vi ha realizzato il Museo del tessile e della tradizione industriale di Busto Arsizio, inaugurato il 30 gennaio 1997.
Altro complesso industriale ancora ben conservato è l'ottocentesco Calzaturificio Giuseppe Borri, che si affaccia su Viale Duca d'Aosta. La struttura acquistata dal comune diversi anni fa è ancora in attesa di trovare un nuovo impiego. Poco lontano dal Calzaturificio Borri si trovano i Molini Marzoli Massari, grande stabilimento costruito nel 1906, in stile liberty, per la macinazione di frumento. Chiuso nel 1975, è stato acquistato dal comune di Busto Arsizio che lo ha ristrutturato. Dal 2000 ospita alcune facoltà dell'Università dell'Insubria ed alcuni uffici pubblici.

### I mulini sull'Olona
Il primo utilizzo industriale delle acque del fiume Olona risale al Medioevo, con l'arrivo dei mulini idraulici sulle sponde del fiume. Pare che nel 1606, secondo una relazione dell'ingegner Pietro Antonio Barca, nel tratto tra le sorgenti e Milano ci fossero 116 mulini sull'Olona, di cui una trentina nel Bustese. Nel 1772, secondo la relazione dell'ingegner Raggi, i mulini tra le sorgenti e Milano erano 106, di cui 24 nel Bustese. Nel XIX secolo, con l'arrivo Seconda Rivoluzione Industriale, i mulini si riducono drasticamente, fino a cessare la loro attività. Gli ultimi mulini idraulici funzionante nel Bustese, furono i Mulini Bianchi o del Sasso a Olgiate Olona, rimasti attivi fino alla fine degli anni novanta. Rimangono però ancora ben conservarti i fabbricati di alcuni mulini, nei quali sono visibili ancora le pale e le macine: essi sono, il Mulino del Sasso a Olgiate Olona ed il Mulino Bosetti o Mulino Ponti in località Castellazzo a Fagnano Olona. Altri mulini ancora esistenti sono i Mulini Robaglia a Marnate, i cui edifici, sono però in avanzato Stato di degrado, e le pale non sono più presenti. Ricapitolando, dei circa 30 mulini che c'erano nel Bustese nel 1600, oggi ne sono visibili ancora 3. Pare però che i comuni, in cui si trovano questi antichi edifici, siano interessati a recuperarli.

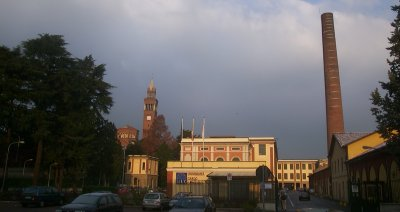
L'ex cotonificio Cantoni di Castellanza, ora sede del LIUC, sullo sfondo il campanile della Chiesa di San Giulio

### Le esondazioni dell'Olona
Lo sviluppo industriale in Valle Olona non ha, però, avuto vita facile, a causa delle frequenti esondazioni dell'Olona, che dal Medioevo devastarono prima i mulini e poi le industrie sorte lungo il fiume. Ecco le maggiori esondazioni dell'Olona che hanno colpito il Bustese.
- 1719: A causa della piena dell'affluente Lanza, esondò anche l'Olona, che danneggiò tutte le strutture lungo il proprio corso fino a Milano.
- 1801: Quest'esondazione interessò parecchi paesi, nel Bustese l'Olona esondò a Fagnano Olona, Gorla Maggiore, Gorla Minore e Solbiate Olona, e furono danneggiati alcuni mulini, posti nel fondovalle di questi quattro comuni.
- 1892: Esondazione tra il 22 e il 24 febbraio.
- 1903: Il 4 maggio, un'esondazione provoca danni al Cotonificio Pozzi di Olgiate Olona.
- 1910: Il 23 luglio un ciclone si abbatté sull'Altomilanese, colpendo particolarmente Busto Arsizio, Solbiate Olona, Gorla Maggiore e Gorla Minore. Il fortissimo vento sradico alberi un po' ovunque, anche lungo l'Olona, dove i tronchi caddero nel fiume, bloccando le acque, causando così un'esondazione, che causò la rottura degli argini in più località.
- 1911: Il 24 novembre, il fiume esondò danneggiando alcuni stabilimenti a Fagnano e Castellanza.
- 1917: Il 30 maggio ci fu una delle più terribili piene dell'Olona. A Gorla Maggiore venne inondata la stazione della ferrovia che si trovava alcuni metri più in alto rispetto all'alveo dell'Olona. A Castellanza venne fortemente danneggiato il Cotonificio Cantoni. Il fiume straripò anche a Fagnano. In quell'occasione la portata dell'Olona venne stimata intorno ai 170 metri cubi al secondo.
- 1926: Tra il 16 e il 26 maggio l'Olona straripò a Gorla Minore danneggiando alcune ditte.
- 1936: Il 30 maggio nuova esondazione del fiume con danni a Gorla.
- 1951: Nuova terribile esondazione dell'Olona, che colpì un po' tutto il fondovalle, danneggiando molte industrie, in particolare a Fagnano.
- 1975: L'11 giugno un'esondazione causò danni i tutta la vallata, specie alle ditte di Fagnano e Olgiate.
- 1976: Il 1º ottobre un'ondata di piena, causò ingenti danni economici alle aziende della Valle, in particolare alla Cartiera Vita Mayer di Cairate, già in crisi economica. Il 20 ottobre la cartiera fu colpita da un'altra esondazione, che costrinse lo stabilimento alla chiusura.
- 1992: Esondazione tra l'1 e il 2 giugno, con danni a molti stabilimenti. In contemporanea esonda anche il torrente Tenore.
- 1993: Tra il 23 e il 25 settembre nuova esondazione con danni un po' ovunque
- 1995: Tra il 12 e il 13 settembre il fiume straripa nuovamente danneggiando moltissimi stabilimenti. Molti danni furono causati anche dalle esondazioni del Rile e del Tenore.
- 2002: Il 27 novembre l'Olona esonda in molte località, causando alcuni danni a stabilimenti ed abitazioni.
- 2009: Il 7 luglio, in seguito a forti temporali, il fiume raggiunge livelli di guardia a Fagnano. La mattina del 15 luglio un violento nubifragio si abbatte su Varese e dintorni. L'Olona esonda. La piena raggiunge il medio corso del fiume nel primo pomeriggio causando qualche piccolo danno, specialmente a Fagnano. Il 3 agosto un violento temporale abbattutosi sul Bustese e sul Gallaratese riporta il fiume su livelli di guardia, ma non ne causa una nuova esondazione.
- 2010: Tra il 10 e il 13 maggio, a seguito di intense e prolungate piogge, il fiume si ingrossa notevolmente, causando allagamenti a Gorla Maggiore, Solbiate Olona e Marnate. Il fiume raggiunge livelli di guardia anche a Castellanza, ma senza straripare. Esondano anche corsi d'acqua minori quali il Tenore, il Rile ed il Fontanile di Tradate.
- 2011: Il 16 marzo si registra un'esondazione del Tenore nei pressi dei cantieri per l'Autostrada Pedemontana, al confine tra Busto Arsizio e Cassano Magnago.[21]
- 2012: Il 24 aprile, in seguito alle intense piogge della nottata, il livello del fiume Olona sale sensibilmente, causando un'esondazione, senza particolari danni, in alcuni campi nel fondovalle di Fagnano.[22]
- 2013: Il 26 dicembre, dopo due giorni di fortissime piogge causate dal passaggio sul Nord Italia dell'intensa perturbazione, ribattezzata "Tempesta di Natale", il fiume Olona allaga il fondovalle, senza particolari danni, in vari tratti tra Gorla, Solbiate e Marnate. Il bacino della diga di Ponte Gurone di Malnate si riempie fino alla soglia di sfioro evitando allagamenti di maggior importanza, che avrebbero creato certamente maggiori danni e disagi. Maggiori problemi sono creati dalle esondazioni del Rile e del Fontanile di Tradate. Quest'ultimo porta alla chiusura della strada provinciale 21 tra Cislago e Gorla Minore.
- 2014: il 28 e 29 luglio una forte ondata di maltempo causa l'esondazione dell'Olona in vari tratti del fondovalle tra Fagnano e Castellanza. A Fagnano si registrano anche alcuni smottamenti sulle Vie Opifici e Colombo, che collegano il centro abitato con il fondovalle. Particolarmente colpita Via Colombo, che rimane a lungo chiusa al traffico. Si segnalano anche esondazioni del Tenore tra Fagnano, Cassano e Busto. Nel mese di novembre una nuova ondata di forte maltempo colpisce il territorio. Tra il 3 e il 5 novembre si registrano le prime esondazioni di piccola entità del fiume Olona, in alcuni campi del fondovalle. Dopo una breve tregua, tra il 9 e il 12 novembre, una nuova forte perturbazione causa nuove esondazioni dell'Olona, che fortunatamente non causano particolari problemi, limitandosi ad alcune aree agricole tra Fagnano, Gorla, Solbiate e Marnate. Mentre a Castellanza, il fiume, sfiora la soglia di esondazione, senza, però, invadere le strade. Maggiori criticità si segnalano lungo il basso corso del fiume, in particolare tra Rho e Pero. Il 12 novembre esondano anche il Tenore tra Fagnano, Cassano e Busto, causando l'evacuazione di alcune aziende ed il Fontanile di Tradate, ad est di Gorla Minore, che invade la strada provinciale per Mozzate.

### Le stazioni della Ferrovia della Valmorea
Sono esempi di archeologia industriale anche le superstiti stazioni della dismessa Ferrovia della Valmorea. Quando la linea era in funzione, nel Bustese, si trovavano stazioni le stazioni di Marnate, Prospiano, Gorla Minore, Solbiate Olona, Gorla Maggiore, Fermata Candiani (stazione del cotonificio Enrico Candiani di Fagnano Olona), Fagnano Olona e Cairate-Bergoro. Oggi di questi edifici ne resistono tre: sono le vecchie stazioni di Marnate, Prospiano e Gorla Minore.

## Sport

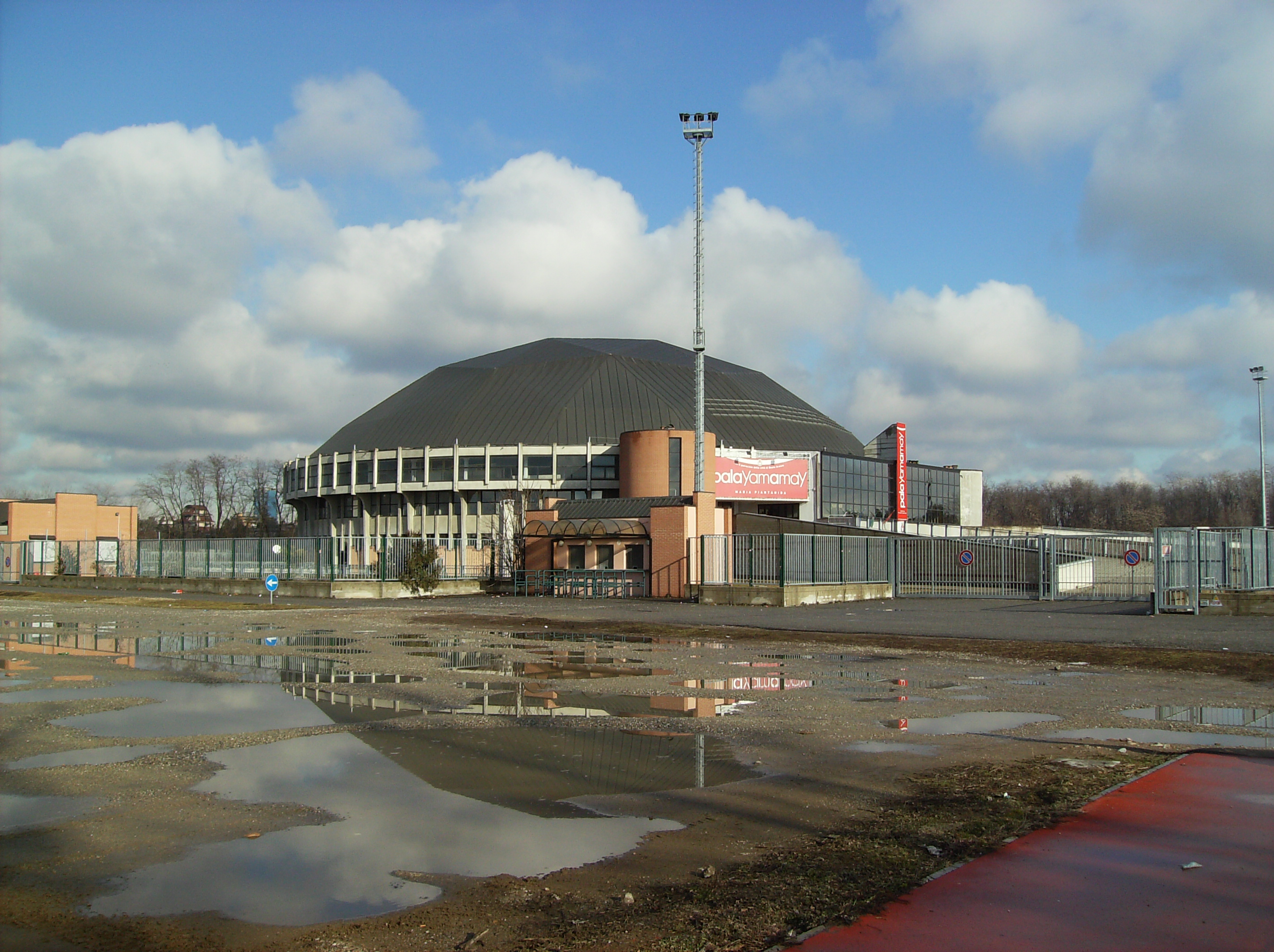
Il PalaYamamay-Maria Piantanida, che ospita le partite casalinghe della Yamamay Busto Arsizio

Ogni comune del Bustese può vantare un buon numero di società sportive. Nel territorio di Busto Arsizio hanno sede ben 43 società sportive, alcune delle quali note anche a livello nazionale, come la Pro Patria, società calcistica che può vantare ben 16 stagioni in Serie A, e la Yamamay Busto Arsizio, la cui prima squadra femminile milita attualmente nella Serie A1 del campionato italiano di pallavolo. La Yamamay Busto Arsizio può vantare nel proprio palmarès la vittoria di un Campionato italiano, di una Coppa Italia e di due Coppe CEV. Milita nella Serie A1 del campionato italiano di pallavolo anche un'altra importante squadra femminile, la MC-PietroCarnaghi Villa Cortese, che pur rappresentando il comune di Villa Cortese, disputa le proprie gare casalinghe presso il PalaBorsani di Castellanza.
Importante presenza sul territorio è poi quella del Mapei Sport Center di Castellanza, centro medico-sportivo, fondato dal professor Aldo Sassi, attivo nella ricerca scientifica applicata, che segue la preparazione di diversi atleti e squadre sportive; si ricordano ad esempio i ciclisti Ivan Basso, Cadel Evans, tutti gli atleti del team Lampre-ISD, tra cui Damiano Cunego, Alessandro Petacchi e Michele Scarponi, oltre alla compagine calcistica del Sassuolo.
Busto e la Valle Olona sono, inoltre, tradizionalmente interessati dal percorso della Coppa Bernocchi, corsa del Trittico Lombardo che si disputa ad agosto, con partenza ed arrivo a Legnano.

### Trekking e alpinismo
Pur essendo il Bustese un territorio piuttosto pianeggiante, da sempre la popolazione locale frequenta le vicine montagne. La sezione del CAI di Busto Arsizio possiede due rifugi in Val Formazza, il Rifugio Città di Busto e il Rifugio Maria Luisa. I rifugi, gestiti dal signor Marco Valsesia, si trovano nell'area più settentrionale del comune di Formazza.
Il "Città di Busto", situato ai 2480 m s.l.m. del Piano dei Camosci, fu progettato dall'architetto Silvio Gambini, ed inaugurato nel 1928. Poco lontano dal rifugio si trova anche un piccolo campetto di calcio. Interessante la vista sul Ghiacciaio dei Sabbioni, sul sottostante lago artificiale, sul Lago di Morasco e sul Ghiacciaio del Siedel, dove vi sono il Rifugio 3A ed una sciovia per la pratica dello sci estivo.
Il "Maria Luisa", aperto negli anni trenta, è posto a 2157 m s.l.m., sulle rive del Lago del Toggia, lungo il sentiero che da Riale di Formazza conduce al Passo San Giacomo.

## Trasporti

### Strade
Autostrade:
- Milano - Laghi: nel Bustese uscite a Castellanza e Busto Arsizio.
- Autostrada Pedemontana Lombarda (in costruzione, apertura prima tratta prevista nel dicembre 2013).

Strade Statali:
- del Sempione: Milano (MI) - Busto Arsizio (VA) - Sesto Calende (VA) - Castelletto sopra Ticino (NO) - Arona (NO) - Stresa (VB) - Gravellona Toce (VB) - Domodossola (VB) - Confine di Stato di Iselle - Passo del Sempione.
- dell'Aeroporto della Malpensa: Busto Arsizio - Gallarate - Somma Lombardo - Varallo Pombia (NO). Nel Bustese uscite di Busto Arsizio-Solbiate Olona, Busto Arsizio-Cassano Magnago, Busto Arsizio Nord.

Strade regionali:
- SP ex SS 527 Bustese

Strade Provinciali:
- SP 2 Stra Pidica (Binago - Busto Arsizio)
- SP 12 di Manigunda (Cairate - Cassano Magnago)
- SP 13 del Barbarossa (Borsano - Busto Arsizio)
- SP 13 degli Umiliati (Busto Arsizio - Samarate)
- SP 14 della Cascina del Manzo (Busto Arsizio - Cascina Elisa)
- SP 14dir 1 Simone da Borsano (Borsano - Dairago)
- SP 19 della Cerrina (Castelnuovo Brianza - Castellanza)
- SP 20 per la Pianura Padana (Gazzada - Busto Arsizio)
- SP 21 dei Boschi ramascioni (Cislago - Olgiate Olona)
- SP 22 del Sempioncino (Cassano Magnago - Olgiate Olona)
- SP 37 del Fontanile (Gorla Maggiore - Mozzate)
- SP 42 del Seprio (Lozza - Cairate)

### Ferrovie
Le linee ferroviarie che percorrono il Bustese sono:

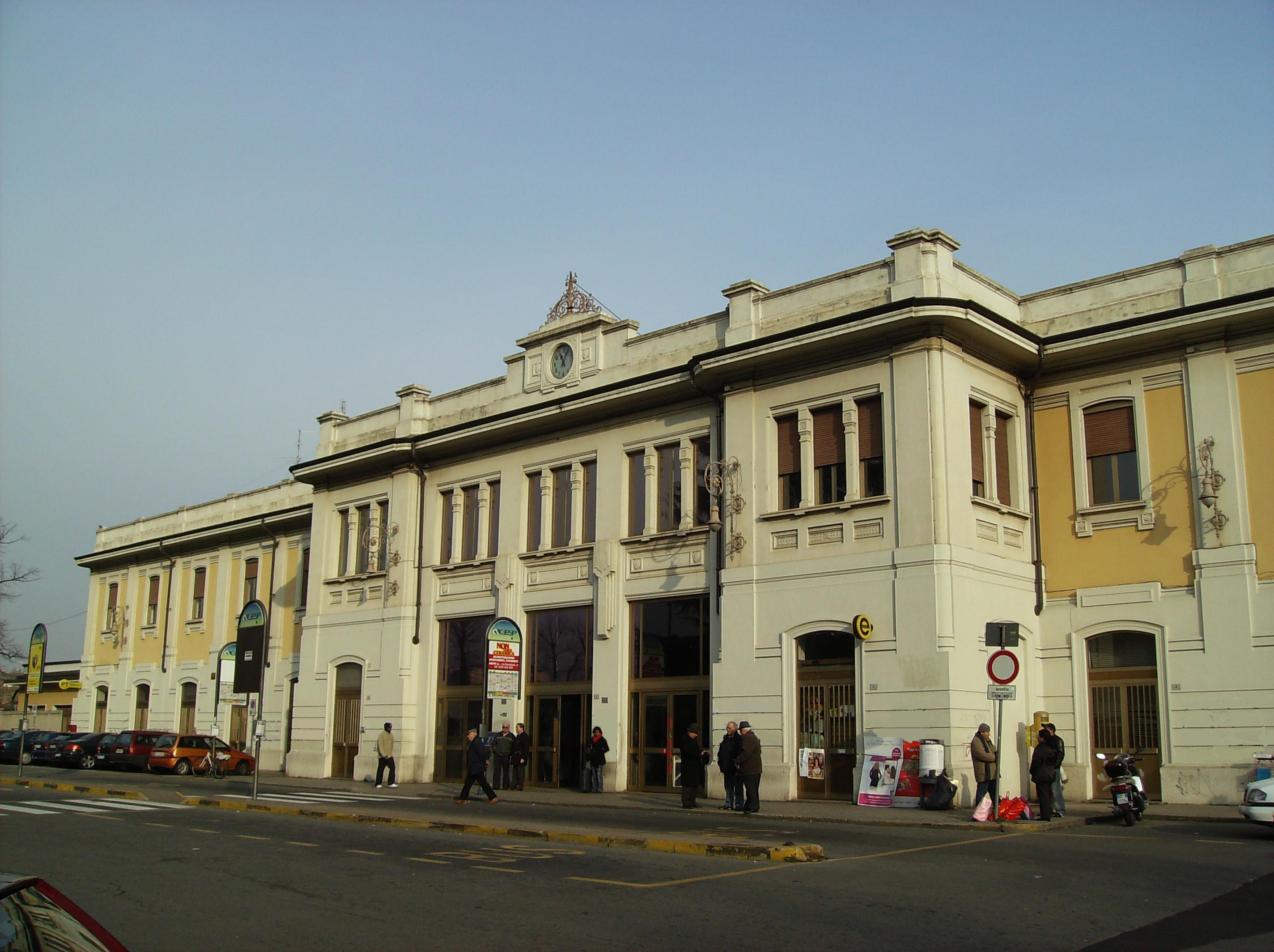
La stazione di Busto della linea Milano-Domodossola

- Ferrovia Milano-Rho-Gallarate-Arona-Domodossola-Sempione, di proprietà di RFI S.p.A., con stazione a Busto Arsizio.

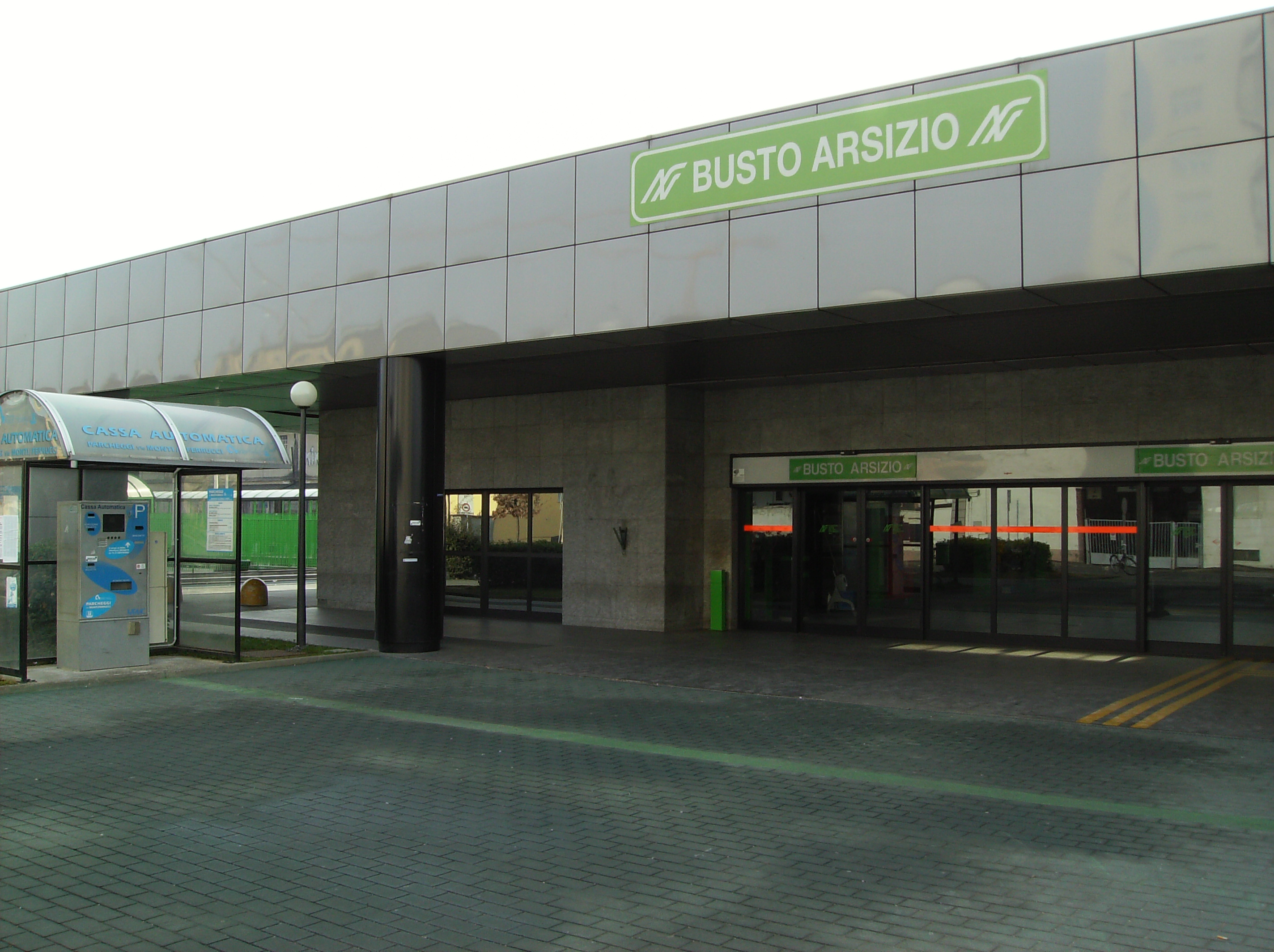
La stazione delle ferrovie nord di Busto

- Novara–Seregno, inaugurata nel 1887, di proprietà delle FerrovieNord, con stazioni a Castellanza e a Busto Arsizio. Da questa linea ferroviaria, a Sacconago di Busto Arsizio, si dirama la linea Malpensa Express, realizzata nel 1999, che conduce all'Aeroporto di Milano Malpensa.

Un'altra linea ferroviaria, tuttora visibile ma abbandonata, che si diramava dalla ferrovia Milano-Saronno-Novara, era la Ferrovia della Valmorea, che percorreva tutto il fondovalle della Valle Olona, fino a raggiungere Mendrisio, in Canton Ticino, nel Bustese, stazioni di questa linea si trovavano a Marnate, a Prospiano, a Gorla Minore, a Gorla Maggiore, a Fagnano Olona, a Bergoro e a Cairate. La ferrovia venne inaugurata nel 1904 per la tratta Castellanza-Cairate. Nel 1926 venne inaugurata la tratta Cairate-Mendrisio. Nel 1928, su ordine del governo fascista il capolinea fu posto a Valmorea, nel Comasco. Nel 1938, il capolinea passeggeri fu posto a Cairate, quello merci a Malnate. Nel 1939 la ferrovia venne adibita a solo uso merci, con capolinea Castiglione Olona. Nel 1977 la ferrovia venne definitivamente chiusa. Dal 1995 è iniziato il recupero della ferrovia, che per ora ha reso percorribile, a solo scopo turistico la tratta Mendrisio-Malnate.

## Media

### Quotidiani e riviste settimanali
Vi sono alcuni quotidiani che ogni giorno dedicano ampio spazio alla cronaca e agli avvenimenti del Bustese. Il quotidiano storico, che dedica ampi spazi agli avvenimenti nel Bustese è La Prealpina, quotidiano fondato nel 1888, che ha una delle sue principali e storiche redazioni proprio a Busto Arsizio. Altro quotidiano che dedicava ampio spazio alla cronaca del Bustese, era La Provincia di Varese, diffuso dal 2005 al 2017; si trattava dell'edizione locale dedicata alla Provincia di Varese del quotidiano La Provincia, fondato a Como, nel 1892. Altro quotidiano che dedica spazio al Bustese è l'edizione varesina de Il Giorno, giornale fondato a Milano, nel 1956.
Il vero e proprio giornale del Bustese era, però, una rivista settimanale: si trattava de L'Informazione, fondata a Busto Arsizio nel 1995 dall'unione di due periodici locali: Busto Sport, fondato nel 1980 e La Scelta, fondato nel 1990. La rivista era quasi interamente dedicata al Bustese, ma vi erano anche alcune pagine sul Legnanese e sul Gallaratese; oggi la testata sopravvive ancora solo nella versione online, intitolata prima L'Inform@zione e dal 2023 il Bustese.

### Emittenti televisive locali
La principale emittente televisiva locale è Rete 55, che dal 1979 trasmette trasmissioni locali, riguardanti la Provincia di Varese. Ogni settimana l'emittente dedica alcune trasmissioni a Busto e ai comuni della Valle Olona.
Da segnalare è anche Antennatre, emittente televisiva che fino al 2008 aveva i suoi studi a Legnano, quasi al confine con Castellanza. In questi studi aveva sede anche la redazione sportiva di Telelombardia.

## Cultura, cucina e tradizioni

### Prodotti e piatti tipici
I prodotti tipici del territorio sono numerosi.
Polenta e Bruscitti è uno dei piatti più famosi della cucina locale.
I Bruscitti sono un piatto di carne sminuzzata cotta a lungo con semi di finocchio e vino, che si sposano benissimo con la polenta.
Altro prodotto tipico della zona è il Risotto cunt'a Lüganiga. La Lüganiga, è uno degli insaccati tipici della tradizione lombarda. La produzione degli insaccati è stata da sempre piuttosto fiorente, tanto che un tempo la città Busto Arsizio era detta Busti, città d'i lüganeghitti (Busto, città della salsiccia). Oggi la produzione degli insaccati bustocchi è ancora attiva, e vede nel Salumificio Bustese il suo maggiore esponente.
Dolce tipico del Bustese sono i Cupeti (in italiano Coppette), cialdoni di mandorle tostate e zuccherate, che si consumano tradizionalmente ogni 8 dicembre.
Altro dolce tipico del territorio è Polenta e Bruscitti. Alcune pasticcerie del centro di Busto, hanno avuto l'idea di sostituire la polenta con della crema pasticciera ed i Bruscitti con del cacao, ricreando uno dei piatti tipici bustesi, in una versione dolce.

Tradizionalmente alla festa della Gioeubia ed a Carnevale, si consumano, inoltre, le Chiacchiere, dolce tipico un po' di tutta l'Italia.
Piatti tipici del Bustese ed un po' di tutta la Lombardia sono, inoltre la Cassœula e la Busecca.
Prodotto tipico del territorio è anche il miele. Il miele di castagno, tiglio, acacia e millefiori, viene prodotto un po' in tutta la Provincia di Varese.
Alcuni allevamenti, sono inoltre associati alla Cooperativa Agricola Latte Varese e produono latte, yogurt, e formaggi (formaggella e gorgonzola).
Fino a qualche secolo fa erano inoltre fiorenti due colture, quella dell'uva e quella del mais. Con l'uva si produceva dell'ottimo vino, per cui Busto Arsizio era molto rinomato. Il mais veniva, invece, macinato nei mulini sull'Olona, per ricavare la farina per la polenta. Oggi queste due coltivazioni sono quasi del tutto scomparse.
A Busto Arsizio ha sede, dal 1975, l'associazione "Magistero dei Bruscitti di Busto Grande", con lo scopo di diffondere la conoscenza, in città e fuori, della cucina rustica bustocca.